# Dindon sauvage
Meleagris gallopavo
Espèce
Statut de conservation UICN

 LC  : Préoccupation mineure
Le Dindon sauvage (Meleagris gallopavo), ou la Dinde, est une espèce d'oiseaux appartenant à la famille des Phasianidae.

## Dénomination
Son nom scientifique se réfère au coq (genre Gallus) et au paon (genre Pavo) et celui de genre  au héros grec Méléagre dont le destin est placé sous les couleurs du feu, du charbon et de la
braise (couleurs de la dinde rouge vif sur fond noir). Ses quatre sœurs, les Méléagrides, furent transformées en volailles (probablement des pintades) après sa mort.

## Description
Le dindon sauvage est un oiseau terrestre de grande taille (pesant entre 6,8 et 11 kg pour le mâle, et mesurant de 100 à 125 cm) , reconnaissable avec sa tête dépourvue de plume rougeâtre et bleue et couverte de caroncules. Son plumage est sombre et iridescent ; il possède des ailes arrondies et courtes avec des bandes marron et blanches. Il possède de longues pattes assez puissantes, de couleur variant du rose au gris. Sa queue est en forme d'éventail.
La femelle est significativement plus petite que le mâle, pesant seulement entre 3,6 et 5,4 kg. Leur plumage est généralement plus terne, et leur tête grise avec un cou plumé.

### Vocalisations
Le dindon possède une large variété d'appels, dont le croassement typique des galliformes. Ceux-ci permettent au dindon de reformer son groupe, d'appeler ses petits, de prévenir de la présence d'un prédateur, ou encore d'établir un rapport de domination. On dit que le dindon glougloute.

## Répartition et habitat

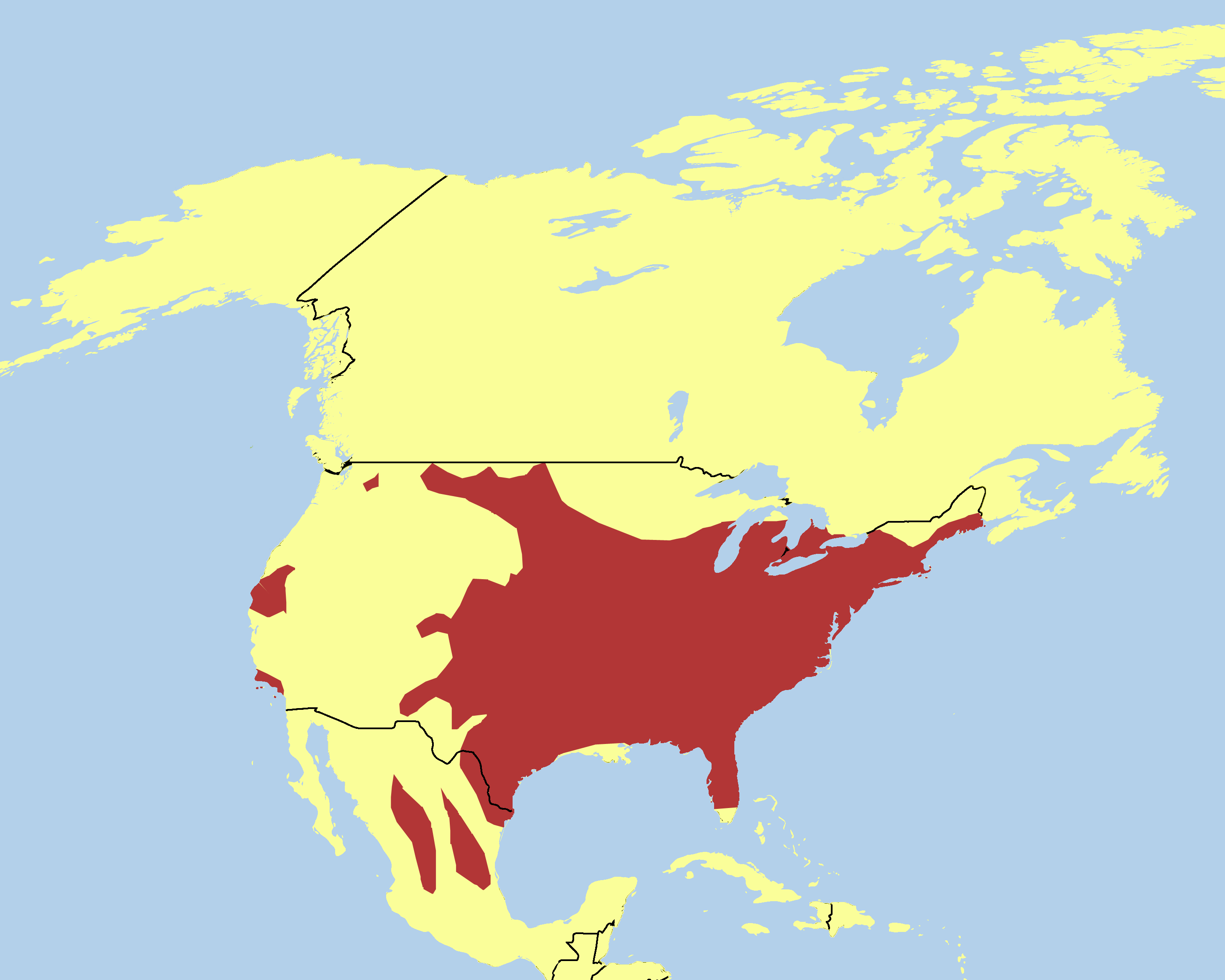
Distribution du dindon sauvage.

### Répartition
Le dindon sauvage occupe une large partie du territoire nord-américain, avec en particulier la moitié est des États-Unis, une petite partie du sud du Canada, une partie de l'est des Rocheuses et le nord du Mexique. 

Il occupe un territoire de plus en plus étendu vers le nord, principalement au sud du Québec dans les régions montagneuses, ainsi qu'au Nouveau-Brunswick et en Outaouais. Ceci est dû à la destruction de son habitat naturel par l’agriculture aux États-Unis et au réchauffement climatique. 

### Habitat
Le dindon habite de nombreux habitats tels que les forêts mixtes, les forêts de feuillus, les champs, les vergers ou les pâturages. Il a besoin d'avoir à la fois des espaces ouverts avec des herbes où il peut trouver sa nourriture, et d'arbres pour se mettre à couvert, notamment durant la nuit. C'est particulièrement vrai pour les jeunes dindons qui se nourrissent majoritairement d'insectes trouvés dans les prairies. Il niche plutôt dans la forêt ; il reste cependant assez flexible et opportuniste.

## Écologie et comportement

### Alimentation
Les dindons sauvages sont omnivores. Ils se nourrissent au sol ou sur les arbustes. Le régime alimentaire des adultes est composé de glands, de noix, de baies (genévrier, busserole...), de racines et d'insectes. Occasionnellement, ils consomment des petits serpents, des amphibiens, des lézards, des crustacés et des mollusques. Des dindonneaux ont été observés en train de manger des baies, des insectes et des graines.
Il cherche sa nourriture en groupe, la plupart du temps au sol mais également dans les buissons et les petits arbres.

### Reproduction
Les mâles sont polygames, c'est-à-dire qu'ils tentent de s'accoupler avec le plus de femelles possibles. Durant la saison de reproduction, les dindons paradent en gonflant leurs plumes.
Une fois l'accouplement terminé, la femelle cherche un endroit où pondre. Les dindes pondent généralement de 10 à 14 œufs, souvent 1 par jour. L'incubation dure environ 28 jours.
La maturité sexuelle est atteinte vers l'âge de 2 ans.

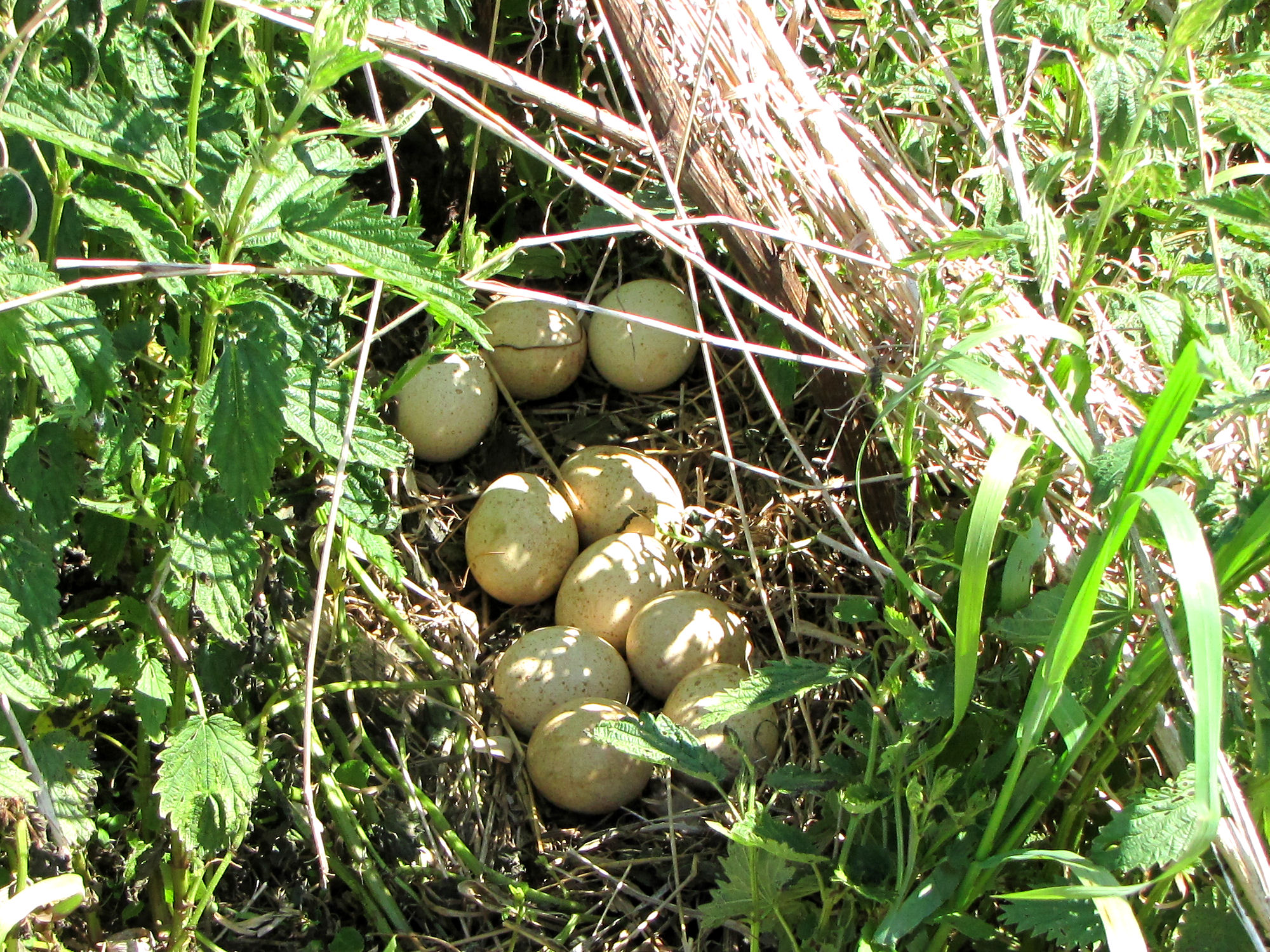
Nid contenant 10 œufs
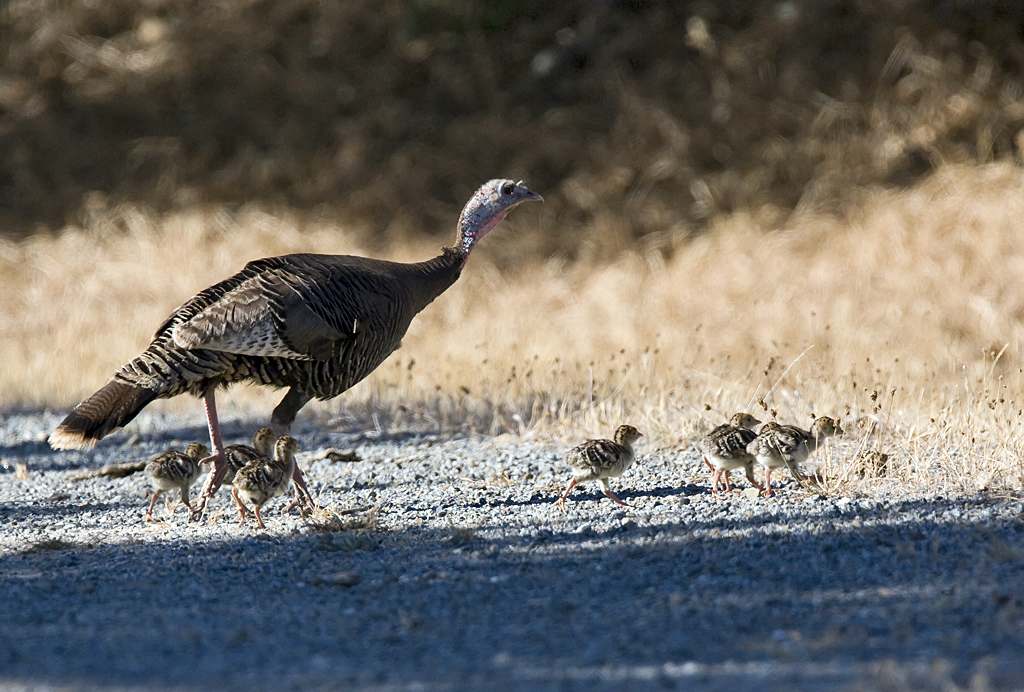
Dinde et dindonneaux
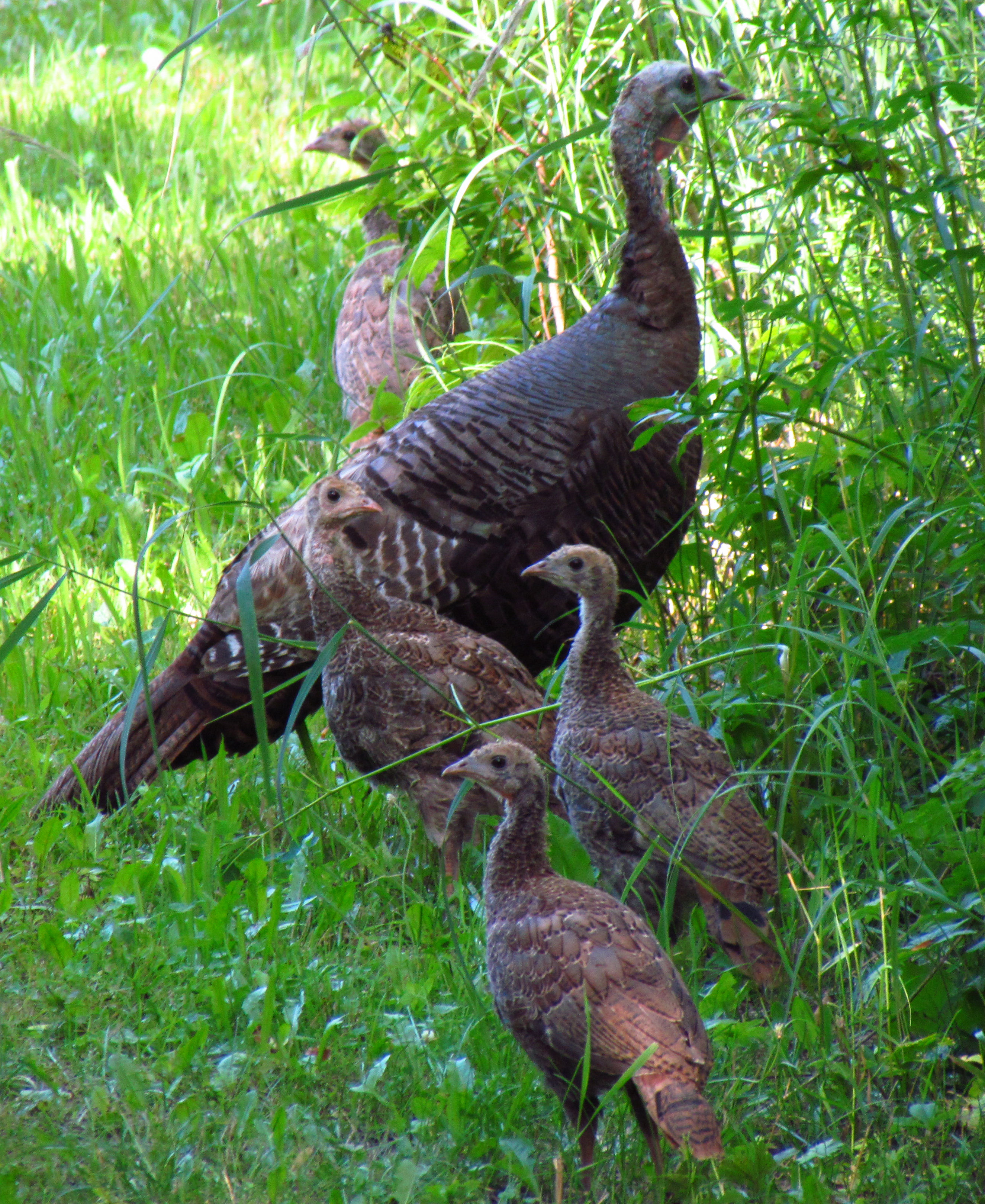
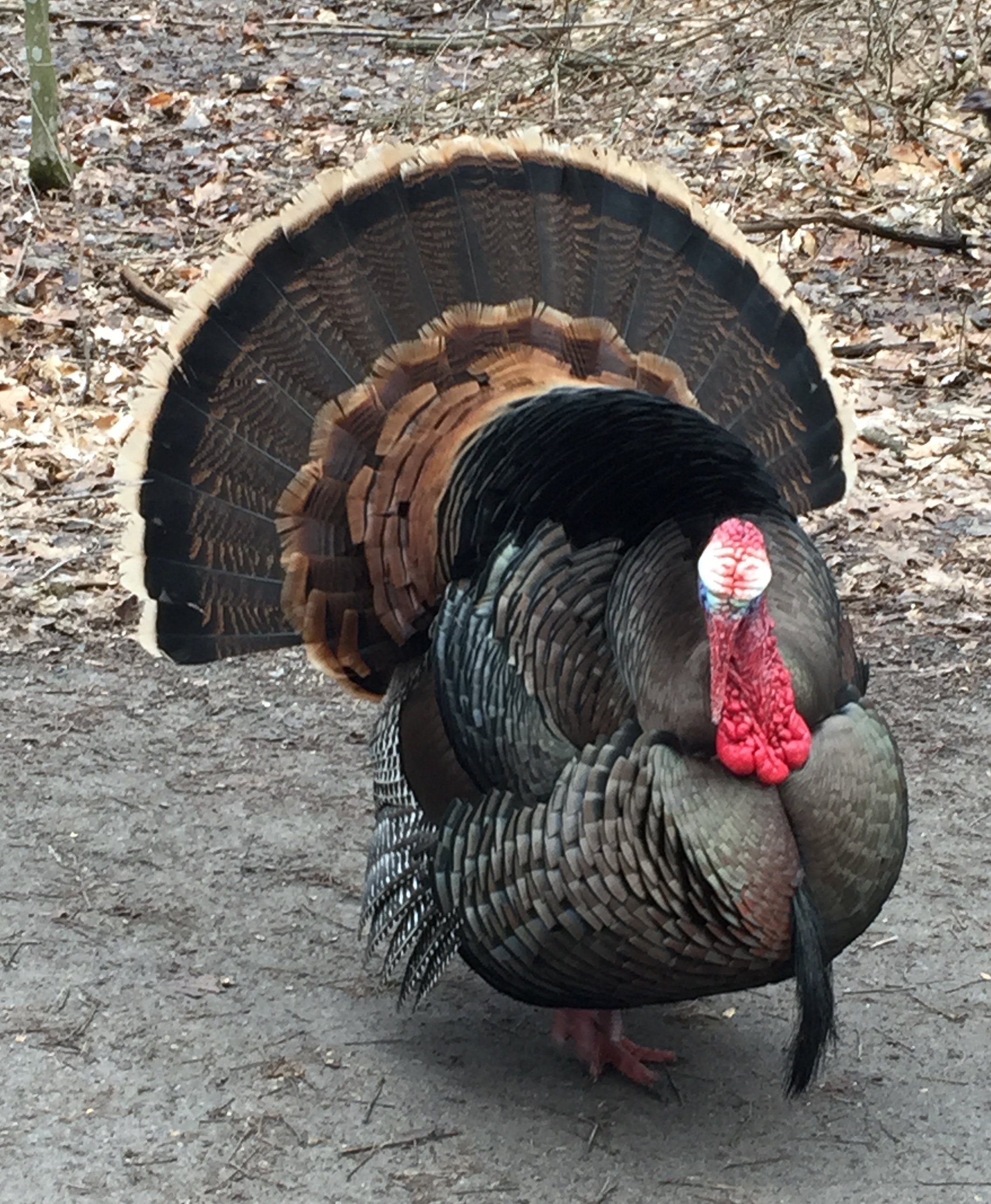
Faisant sa cour, près du lac Ontario.
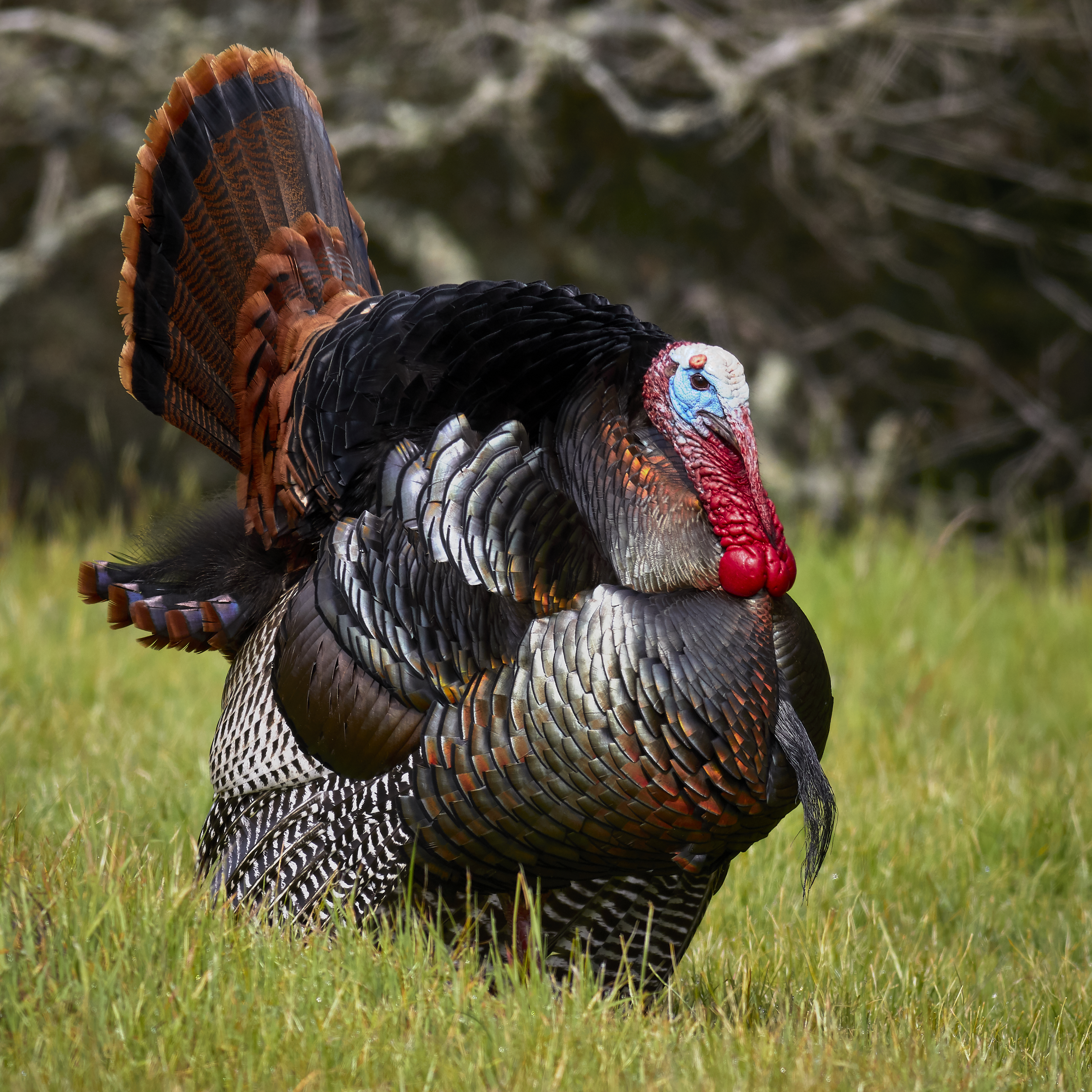
Un dindon sauvage (Meleagris gallopavo intermedia) mâle se pavanant en Californie.

### Vol
Malgré son poids, le dindon sauvage vole rapidement (65 km/h), mais sur de courtes distances. Il vole généralement près du sol et peut parcourir une distance jusqu'à 400 m . Leur vision étant très mauvaise la nuit, les dindons sauvages se perchent  sur un arbre au crépuscule pour se protéger des prédateurs nocturnes. 

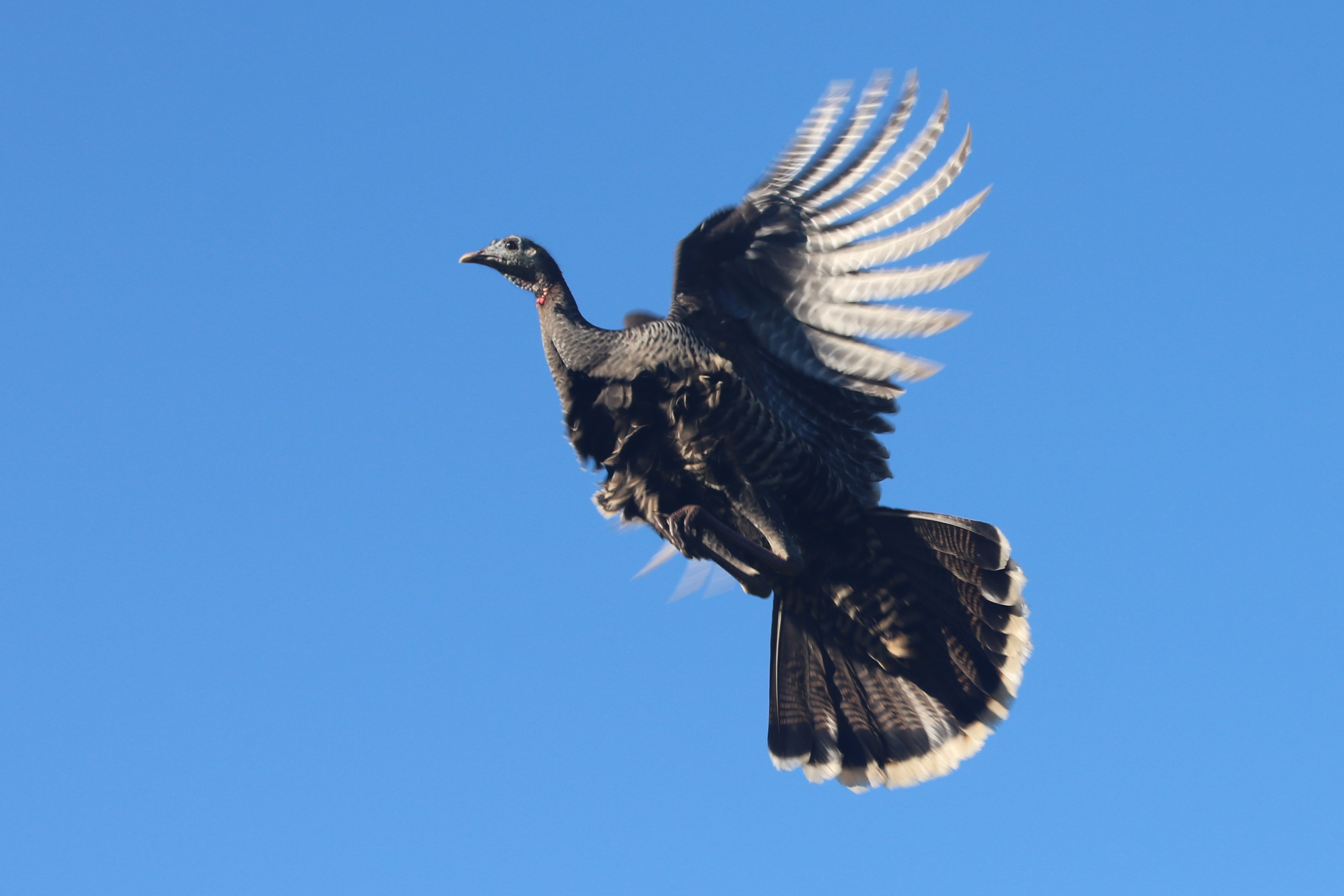
Dindes sauvages en vol
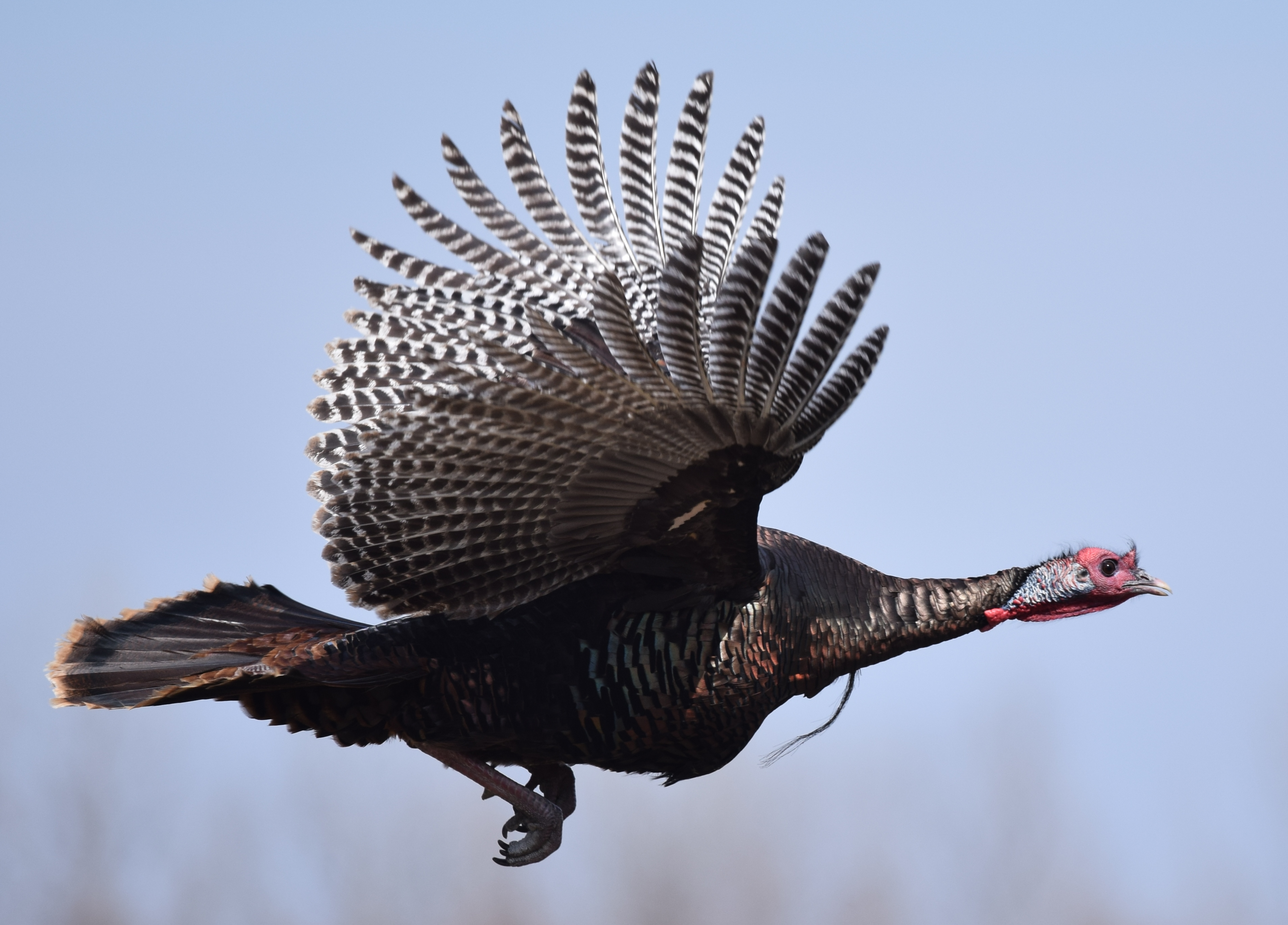

### Prédateurs
Les nids des dindons sont la proie de certains mammifères, avec en tête le raton laveur et l'opossum, ainsi que le lynx et le renard gris, mais aussi d'autres animaux comme le tatou, la couleuvre ou encore le corbeau, qui est le plus important prédateur non mammalien des nids de dindons,.
Les jeunes dindons sont majoritairement victimes des prédateurs mammaliens, en particulier les chiens sauvages et les ratons laveurs, et plus marginalement le lynx et le renard. Certains rapaces s'y attaquent également, notamment la Petite Buse et la Buse à queue rousse.
Le dindon adulte possède peu de prédateurs naturels, mais ceux-ci sont responsables d'une large part de la mortalité. Les prédateurs mammaliens sont là encore en large majorité, en particulier les canidés comme le coyote ou ceux cités plus haut, ainsi que le lynx qui est un prédateur majeur des dindons adultes. Il ne possède qu'un seul prédateur avien notable, le Grand-duc d'Amérique.

## Sous-espèces
Il existe six sous-espèces :
- Meleagris gallopavo silvestris (Viellot, 1817), États-Unis
- Meleagris gallopavo osceola (Scott, 1890), Floride
- Meleagris gallopavo intermedia (Sennett, 1879), Texas, Californie, Oklahoma
- Meleagris gallopavo merriami (Nelson, 1900), États-Unis
- Meleagris gallopavo mexicana (Gould, 1856), Californie, Mexique
- Meleagris gallopavo gallopavo (Linnaeus, 1758), Mexique

Il existe des différences subtiles dans la coloration, l'habitat et le comportement des différentes sous-espèces de dindons sauvages. Les six sous-espèces sont :

### Dindon sauvage de l'Est (Meleagris gallopavo silvestris)(Viellot , 1817)
Son aire de répartition est l'une des plus vastes de toutes les sous-espèces, couvrant toute la moitié est des États-Unis, du Maine au nord jusqu'au nord de la Floride et s'étendant aussi loin à l'ouest que le Minnesota, l'Illinois et le Missouri. Au Canada, son aire de distribution s'étend dans le sud-est du Manitoba, l'Ontario, le sud-ouest du Québec et les provinces maritimes. La population de cette sous-espèce comptent de 5,1 à 5,3 millions d'oiseaux. Ils ont été nommés pour la première fois «dindons des forêts» en 1817. 
Le dindon sauvage de l'Est peut atteindre 1,2 m de haut. Les plumes supérieures de la queue sont bordées de brun châtain. Les mâles peuvent atteindre 14 kg. 
Le dindon sauvage de l'Est est fortement chassé dans l'est des États-Unis et constitue la sous-espèce de dindon sauvage la plus chassée.
Cette sous-espèce est celle que les Européens rencontrèrent pour la première fois dans la nature.

### Dindon sauvage Osceola ou Dindon sauvage de Floride (M. g. Osceola)(Scott, 1890)
Plus commune dans la péninsule de Floride, cette sous-espèce compte de 80 000 à 100 000 oiseaux.  
Le Dindon sauvage Osceola est plus petit et plus foncé que le dindon sauvage de l'Est. Les plumes des ailes sont très sombres avec de plus petites quantités de barres blanches observées sur d'autres sous-espèces. L'ensemble de leurs plumes est d'une couleur vert-violet irisé. On les trouve souvent dans les broussailles de palmier nain et parfois près des marécages, où les proies sont abondantes. Les dindons Osceola forment la sous-espèce de la plus petite taille, pesant de 7 à 8 kg.
Elle a été décrite pour la première fois en 1890, et porte le nom du célèbre chef séminole Osceola. 

### Dindon sauvage du Rio Grande (M. g. intermedia)(Sennett, 1879)
Le dindon sauvage du Rio Grande s'étend du Texas à l'Oklahoma, au Kansas, au Nouveau-Mexique, au Colorado, à l'Oregon, à l'Utah et a été introduit dans le centre et l'ouest de la Californie. Le dindon sauvage du Rio Grande se retrouve aussi dans quelques États du nord-est. Il a également été introduit à Hawaï à la fin des années 1950. Les estimations de population pour cette sous-espèce sont d'environ 1 000 000.
Ses habitats de prédilection sont des zones de broussailles près de ruisseaux, de rivières ou de forêts de mesquites, de pins et de chênes broussailleux. La dinde du Rio Grande est grégaire.
Elle possède des pattes relativement longues, mieux adaptées à un habitat de prairie. Ses plumes ont souvent un éclat vert-cuivré. Les extrémités des plumes de la queue et du bas du dos sont de couleur chamois à très clair. 
Elle a été décrite pour la première fois en 1879. 

### Dindon sauvage de Merriam (M. g. Merriami)( Nelson , 1900)
Le dindon sauvage de Merriam possède un aire de distribution qui s'étend à travers les montagnes Rocheuses et les prairies voisines du Wyoming, du Montana et du Dakota du Sud, ainsi qu'une grande partie du haut pays mesa du Nouveau-Mexique, de l'Arizona, du sud de l'Utah et du territoire Navajo. Cette sous-espèce a été introduite dans l'Oregon. Les premières introductions de dindons de Merriam en 1961 ont abouti à l'établissement d'une population permanente le long du versant est du mont Hood et l'immigration naturelle de dindons provenant de l'Idaho a établi les troupeaux de Merriam le long de la frontière est de l'Oregon. 
Les dindons sauvages de Merriam vivent dans les forêts de pins ponderosas et dans les régions montagneuses. 
Les plumes de la queue et du bas du dos ont des pointes blanches et des reflets violets et bronze.
La sous-espèce a été nommée en 1900 en l'honneur de Clinton Hart Merriam, le premier chef de l'US Biological Survey. 

### Dindon sauvage de Gould (M. g. mexicana)( Gould , 1856)
Originaire des vallées centrales des montagnes du nord du Mexique et des parties les plus méridionales de l'Arizona et du Nouveau-Mexique . Les dindes sauvages de Gould sont fortement protégées et réglementées. Ils existent en petit nombre aux États-Unis mais sont abondants dans les parties nord-ouest du Mexique. Une petite population a été établie dans le sud de l'Arizona. 
Les Gould sont la plus grande des six sous-espèces. Ils ont des pattes plus longues, des pieds plus grands et des plumes de la queue plus longues. Les couleurs principales des plumes sont le cuivre et l'or verdâtre. 
Cette sous-espèce est fortement protégée en raison de sa nature capricieuse et de son statut menacé.
La sous-espèce a été décrite pour la première fois en 1856.

### Dindon sauvage du sud du Mexique (M. g. Gallopavo)(Linnaeus, 1758)
Le dindon sauvage du sud du Mexique est considéré comme la sous-espèce nominale et la seule qui ne se trouve pas aux États-Unis ou au Canada. Dans le centre du Mexique, des ossements archéologiques de M. gallopavo ont été identifiés sur des sites datant de 800 à 100 av. J.-C.. On ne sait pas si ces premiers spécimens représentent des individus sauvages ou domestiques, mais les dindes domestiques ont probablement été établies dans le centre du Mexique dans la première moitié de la période classique (vers 200-1000 apr. J.-C.). Les restes de dinde préclassique tardif (300 av. J.-C. – 100 apr. J.-C.) identifiés sur le site archéologique d'El Mirador (Pétén, Guatemala) représentent la première preuve de l'exportation de la dinde sauvage du sud du Mexique (Meleagris gallopavo gallopavo) vers l'ancien monde maya. Le sud mexicain sous-espèce sauvage, M. g. gallopavo , a été domestiqué soit au Mexique, soit par les peuples préclassiques de Méso -Amérique , donnant naissance à la dinde domestique ( M. g. domesticus ).  Les Espagnols ont ramené cette sous-espèce apprivoisée en Europe avec eux au milieu du XVIe siècle; d'Espagne, il s'est répandu en France et plus tard en Grande-Bretagne en tant qu'animal de basse-cour, devenant généralement la pièce maîtresse d'un festin pour les aisés. En 1620, il était assez courant pour que les colons pèlerins du Massachusetts puissent apporter des dindes avec eux d'Angleterre, ignorant qu'il avait un parent proche plus grand occupant déjà les forêts du Massachusetts. C'est l'une des plus petites sous-espèces et elle est surtout connue en espagnol par son nom d'origine aztèque, guajolote . On pense que cette sous-espèce de dindon sauvage est en danger critique d'extinction depuis 2010.

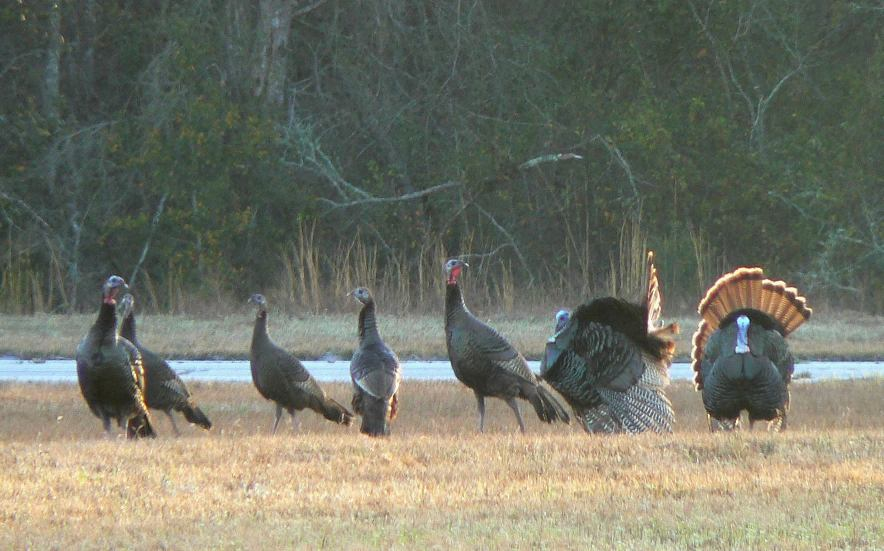
Meleagris gallopavo silvestris
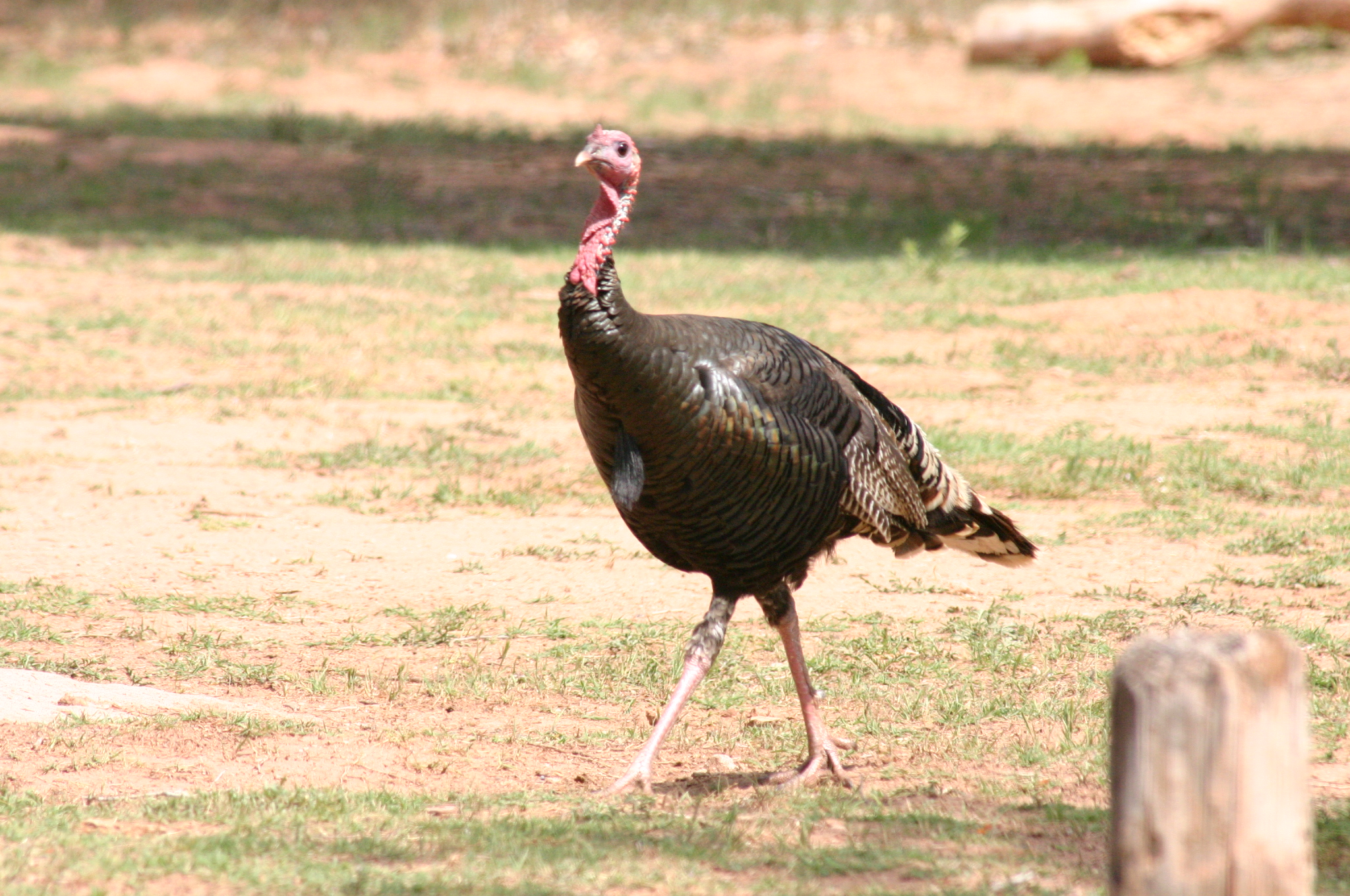
Meleagris gallopavo intermedia. Les pattes de cette sous-espèce sont relativement longues.
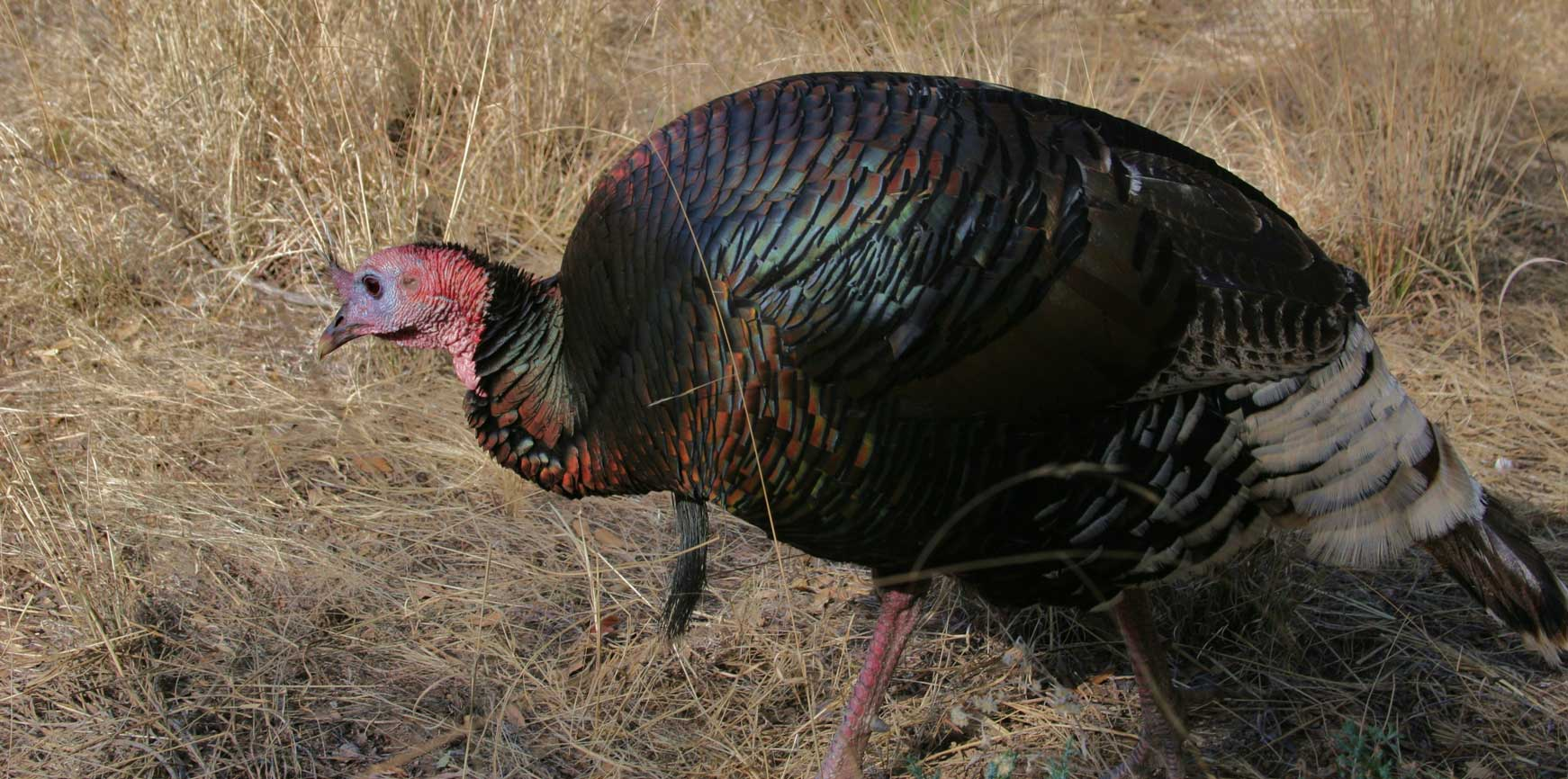
Meleagris gallopavo mexicana